# Егорычев, Николай Григорьевич
Никола́й Григо́рьевич Его́рычев (3 мая 1920, дер. Строгино Кунцевского района Московской области, ныне Москва — 16 февраля 2005, Москва, Россия) — советский партийный и государственный деятель, дипломат. В 1962—1967 годах. — первый секретарь Московского горкома КПСС. Член Бюро ЦК КПСС по РСФСР в 1962—1966 годах. Посол СССР в Дании (1970–1984) и Афганистане (1988).

## Биография

### Семья и образование
Родился в многодетной крестьянской семье. Увлекался лыжным спортом, в 1936—1938 годах — чемпион «Красногорской лыжни» среди юношей. Окончил десятилетнюю школу в Тушино (1938, с отличием). В 1938—1941 годах учился на бронетанковом факультете Московского высшего технического училища имени Н. Э. Баумана. После окончания Великой Отечественной войны вернулся в МВТУ (1946; окончил с отличием в (1950).

### Участие в Великой Отечественной войне
После начала войны участвовал в строительстве оборонных сооружений в Калужской области. После возвращения в Москву осенью 1941 года добровольно вступил в 3-ю Московскую Коммунистическую дивизию в должности заместителя политрука отдельного взвода истребителей танков. Служил под Москвой, в 1942 года в составе дивизии был переведён на Северо-Западный фронт, где 8 марта того же года в бою был тяжело ранен в ногу. Отправлен в госпиталь, после излечения в июне 1942 года вновь прибыл на фронт, был заместителем политрука роты, командиром взвода в составе 241-й стрелковой дивизии. Член ВКП(б) с 1942 года.
10 августа 1942 года был ранен вторично, но через неделю вернулся на передовую. С мая 1943 года дивизия находилась в составе резервного Степного фронта, а затем переведена на 1-й Украинский фронт, участвовала в Курской битве, форсировании Днепра, боях за освобождение Киева.
С ноября 1943 года младший лейтенант Николай Егорычев учился на офицерских курсах шифровальщиков в Киеве, затем преподавал на курсах. Принимал участие в боевых действиях против Украинской повстанческой армии (УПА) на Западной Украине, в 1945 году проходил службу в Германии.
Приказом ВС 1-го Украинского фронта № 100/н от 13.06.1945 года командир взвода команды спецсвязи 8-го отдела штаба 1-го Украинского фронта младший лейтенант Егорычев награждён орденом Красной Звезды.
Приказом штаба ЦГВ № 35 от 31.08.1945 года награждён медалью «За победу над Германией».

### Партийная работа
После возвращения в МВТУ в 1946 году, продолжая учёбу, был избран секретарём комитета ВЛКСМ факультета, затем стал комсоргом ЦК ВЛКСМ МВТУ. С 1950 года — секретарь партийного комитета МВТУ. С 1954 года — секретарь, с 1956 года — 1-й секретарь Бауманского райкома КПСС города Москвы (самый молодой руководитель райкома партии в столице в то время). С мая 1960 года — инспектор ЦК КПСС.
С февраля 1961 года — 2-й секретарь, с ноября 1962 года — 1-й секретарь Московского городского комитета КПСС. Член Бюро ЦК КПСС по РСФСР с 23 ноября 1962 до 8 апреля 1966 года. В этот период в Москве было развёрнуто активное жилищное строительство (свыше трёх миллионов человек получили новое жильё). Было обновлено более 80 % активной части основных фондов промышленности. По инициативе Н. Г. Егорычева была восстановлена Триумфальная арка на Кутузовском проспекте, он смог отстоять от разрушения церковь Симеона Столпника на Поварской на Новом Арбате. При его активном участии в 1966 году был сооружён мемориал Могила Неизвестного солдата у Кремлёвской стены в Александровском саду.
В 1961—1971 годах — член ЦК КПСС. Избирался делегатом XXI, XXII и XXIII съездов КПСС, депутатом Верховного Совета СССР 6-го и 7-го созывов. В 1965—1967 годах — член Президиума Верховного Совета СССР.

### Выступление на июньском (1967 г.) пленуме ЦК КПСС
20 июня 1967 года первый секретарь МГК КПСС Н. Г. Егорычев выступил на Пленуме ЦК КПСС. В своей речи он поднял вопрос о состоянии обороны страны, находившейся в ведении Политбюро во главе с генеральным секретарем ЦК КПСС Леонидом Брежневым. В частности, заявил: 
Может быть, настало время… на одном из предстоящих пленумов в закрытом порядке заслушать доклад о состоянии обороны страны и о задачах партийных организаций — гражданских и военных так, как, например, на прошлом пленуме мы рассматривали вопрос о нашей внешней политике. Меня, например, как члена Военного совета Московского округа ПВО, весьма беспокоит, что противовоздушная оборона столицы недостаточно надёжна. Существующая система всё более морально устаревает, модернизация её должного эффекта уже не даёт, создание же новой системы ПВО столицы слишком затягивается.

Как вспоминает Александр Яковлев: 
В кулуарах, еще до начала пленума, ко мне подошел Николай Егорычев — первый секретарь Московского горкома КПСС — и сказал: «Сегодня буду резко говорить о военных, которых опекает Брежнев».

Я не советовал Николаю Григорьевичу выступать на эту тему, сказав ему, что аудитория еще не готова к такому повороту событий.

— Нет, я уже решил. Вот увидишь, меня поддержат.

Егорычев произнес хорошую речь, острую, без оглядок. Он критиковал министра обороны Гречко за бездарное участие в арабо-израильской войне, за дорогостоящую и неэффективную противовоздушную оборону, в частности, Москвы. Были и другие острые пассажи. Но главное было в другом. Партийных иерархов насторожил агрессивно-наступательный тон выступления.

Оратору на всякий случай слегка поаплодировали. Все ждали реакции Президиума пленума — таковым по традиции всегда было Политбюро. Там было заметно волнение, некоторая суетливость, забегали помощники и чиновники из Общего отдела. Я сидел и переживал за Егорычева, ждал речей в его поддержку, но их не последовало. Его предали. Наутро выступил Брежнев. Кто-то сумел за одну ночь подготовить ему речь, достаточно напористую. Естественно, что, получив такую «высокую команду», выступающие начали критиковать уже Егорычева, говорить о том, что атака против военных ничем не обоснована, принесет вред обороноспособности и авторитету вооруженных сил, ну и т. д.
Это выступление обострило уже наметившийся к тому времени конфликт Брежнева с Егорычевым и его окружением (Егорычев принадлежал к неформальной группе «комсомольцев» в высшем партийном руководстве, лидером которой считался политический соперник Брежнева Александр Шелепин). Результатом стало заявление Егорычева об освобождении его от занимаемой должности в связи с переходом на другую работу.

### Государственная и дипломатическая работа
В июле 1967 он был назначен заместителем министра тракторного и сельскохозяйственного машиностроения СССР, курировавшим строительство.
В 1970—1984 годах был послом СССР в Дании, в 1972 году активно участвовал в подготовке визита в СССР королевы Дании Маргрете II — это был первый визит европейского монарха в Советский Союз.
В 1984—1987 годах — заместитель министра машиностроения для животноводства и кормопроизводства, вновь курировал строительство.
В 1987—1988 годах — 1-й заместитель председателя Торгово-промышленной палаты СССР.
В марте—октябре 1988 года — посол СССР в Афганистане. В этот период происходил вывод советских войск из этой страны (всего было выведено более 50 тысяч человек) и было сформировано новое правительство Афганистана, председатель и многие министры которого не входили в состав правившей Народно-демократической партии Афганистана. Власти страны проводили политику национального примирения в отношении вооружённой оппозиции, которая, однако, отказывалась идти на компромиссы и была ориентирована на военную победу. В конце 1988 был освобождён от занимаемой должности, на его место был назначен профессиональный дипломат Юлий Воронцов.

### Общественная деятельность
После возвращения в СССР отправлен на пенсию. Он являлся советником ассоциации «Российский дом» Международного научно-технического союза, принимал активное участие в ветеранском движении. Был членом совета старейшин при мэре Москвы.
Похоронен на Троекуровском кладбище в Москве.

## Семья
- Отец: Егорычев Григорий Сергеевич (1883—1921)
- Мать: Егорычева (Тарасова) Анна Семёновна (1881—1937).
- Жена: Егорычева (Маркова) Софья Ефимовна (1921—2010).
- Дети: дочери Наталья (1948) и Ольга (1951).

## Награды
Был награждён орденами Ленина, Отечественной войны I степени, Красной Звезды, Дружбы народов, «Знак Почёта», медалями «За отвагу», «За оборону Москвы», «За взятие Берлина», «За освобождение Праги» и многими другими.